# Cyclisme au Festival olympique de la jeunesse européenne 2017
Navigation
2015 2019
Les épreuves de cyclisme sur route au Festival olympique de la jeunesse européenne 2017 ont lieu dans les rues de Győr en Hongrie du 25 au 27 juillet 2017.

## Résultats

### Podiums masculin
| Compétitions     | Or                 | Argent         | Bronze             |
| ---------------- | ------------------ | -------------- | ------------------ |
| Course en ligne  | Andrea Piccolo     | Vlas Shichkin  | Viacheslav Polozov |
| Contre-la-montre | William Blume Levy | Michel Hermann | Gleb Karpenko      |

### Podiums féminin
| Compétitions     | Or                | Argent         | Bronze           |
| ---------------- | ----------------- | -------------- | ---------------- |
| Course en ligne  | Dina Scavone      | Wilma Olausson | Maria Bertelsen  |
| Contre-la-montre | Ronja Blöchlinger | Lara Gillespie | Elynor Backstedt |

### Tableau des médailles
| Rang            | Nation    | Or | Argent | Bronze | Total |
| --------------- | --------- | -- | ------ | ------ | ----- |
| 1               | Danemark  | 1  | 0      | 1      | 2     |
| 2               | Belgique  | 1  | 0      | 0      | 1     |
| Italie          | 1         | 0  | 0      | 1      |       |
| Suisse          | 1         | 0  | 0      | 1      |       |
| 5               | Russie    | 0  | 1      | 1      | 2     |
| 6               | Allemagne | 0  | 1      | 0      | 1     |
| Irlande         | 0         | 1  | 0      | 1      |       |
| Suède           | 0         | 1  | 0      | 1      |       |
| 9               | Estonie   | 0  | 0      | 1      | 1     |
| Grande-Bretagne | 0         | 0  | 1      | 1      |       |
| Total           | Total     | 4  | 4      | 4      | 12    |